# Phil LaMarr
 (octobre 2019).
Si vous disposez d'ouvrages ou d'articles de référence ou si vous connaissez des sites web de qualité traitant du thème abordé ici, merci de compléter l'article en donnant les références utiles à sa vérifiabilité et en les liant à la section « Notes et références ».
Phil LaMarr, né le 24 janvier 1967 à Los Angeles, est un acteur et scénariste américain. 
Acteur prolifique dans le milieu de l'animation et de la scène vidéoludique, Phil LaMarr prête sa voix à de nombreux personnages. Parmi ses rôles les plus notables, il interprète John Stewart / Green Lantern dans la plupart de ses apparitions depuis la série Justice League (2001-2006), le rôle titre de la série Samouraï Jack (2001-2004 / 2017), Hermes Conrad dans Futurama (1999-2013 / 2023-) ou encore Virgil Ovid Hawkins / Static (en) dans Static Shock (2000-2004). Dans les jeux vidéo, il interprète divers personnages au sein des jeux Jak and Daxter (2003-2009) dont Sig et le Comte Veger ou encore Vulgrim dans les jeux Darksiders (2010-). 
Également présent devant la caméra, il est notamment connu pour son rôle de Marvin dans le film Pulp Fiction (1994) de Quentin Tarantino.

## Biographie

### Carrière
En 1994, il incarne Marvin dans le film Pulp Fiction de Quentin Tarantino.
À partir de 1999, il prête sa voix au comptable de Planet Express Hermes Conrad, qui est un des principaux personnages de la série d'animation Futurama de Matt Groening. Cette satire futuriste connait plusieurs annulations et renouvellements au fil de sa diffusion, s'achevant pour la troisième fois en 2013. Une nouvelle saison doit débuter le 24 juillet 2023 sur la plateforme Hulu.
De 2000 à 2004, Phil Lamarr prête sa voix au personnage de DC Comics Virgil Ovid Hawkins / Static (en) dans la série d'animation Static Shock'. Parallèlement, il prête sa voix à un autre personnage du DC Animated Universe, à savoir John Stewart / Green Lantern entre 2001 et 2006 dans la série d'animation Justice League. Il reprend le personnage à plusieurs reprises, dont en 2013 et 2017 dans les jeux de combat Injustice: Gods Among Us et Injustice 2. Dans ces derniers jeux, il reprend également le rôle d'Aquaman qu'il tient dans la série Young Justice depuis 2010. 
En 2001, il prête pour la première fois sa voix au rôle titre de la série d'animation Samouraï Jack. La série créée par Genndy Tartakovsky et diffusée sur la chaine Cartoon Network met en scène un samouraï en quête de vengeance après avoir été envoyé dans un futur dystopique à la suite d'un affrontement contre un démon. La série est annulée en 2004 au terme de sa quatrième saison mais connait une cinquième saison en 2017 lui permettant de clore son intrigue. Phil Lamarr interprète également le personnage dans les jeux vidéo The Shadow of Aku (en) (2004) et Battle Through Time (en) (2020),.
Il prête sa voix à Kotal Kahn dans les jeux de combat Mortal Kombat X (2015) et Mortal Kombat 11 (2019),.
En juillet 2023, il reçoit le prix Inkpot lors du Comic-Con de San Diego.

## Filmographie

### Cinéma

#### Films
- 1994 : Pulp Fiction : Marvin
- 1994 : It's Pat : Stage Manager
- 1996 : Bio-Dome de Jason Bloom : Assistant
- 1997 : Eat Your Heart Out : Stage Manager
- 1998 : Suicide, the Comedy : Erik
- 1998 : The Thin Pink Line : Jimmy 'Licorice Whip' Wilson
- 1998 : Free Enterprise : Eric
- 1999 : Kill the Man : Marky Marx
- 2000 : Closing the Deal : ?
- 2000 : A Man Is Mostly Water : Testifier
- 2001 : The Assistant : Burton Salt
- 2001 : Speaking of Sex : Joel Johnson, Jr.
- 2002 : Back by Midnight : Mile Away
- 2002 : Evil Alien Conquerors : Vel-Dan
- 2002 : Cherish : professeur de yoga
- 2002 : Jane White Is Sick & Twisted : Bert
- 2002 : Manna from Heaven de Gabrielle Burton et Maria Burton : Asst. Casino Manager
- 2003 : Creepy Freaks (vidéo) : Assorted Freaks
- 2004 : AnniVersus : ?
- 2004 : Spider-Man 2 : passager du train
- 2004 : Fronterz : ?
- 2011 : Sex Friends (No Strings Attached) : Officier de police
- 2011 : Real Steel : Commentateur ESPN de matchs de boxe

#### Films d'animation
- 2002 : Les Supers Nanas, le film (The Powerpuff Girls) : I.P. Host / Local Anchor
- 2003 : Scooby-Doo et les Vampires (Scooby-Doo and the Legend of the Vampire) : Daniel Illiwara and King (DTV)
- 2003 : Animatrix (The Animatrix) : Duo (séquence « Program »)  (DTV)
- 2004 : Scooby-Doo et le Monstre du loch Ness : Angus Haggart / Volunteer #2 (DTV)
- 2004 : Gang de requins (Shark Tale) : Prawn Shop Owner
- 2004 : Kangaroo Jack: G'Day U.S.A.! : Mikey, Rico (DTV)
- 2006 : The Adventures of Brer Rabbit : Brer Gator (DTV)
- 2010 : Tom et Jerry : Élémentaire, mon cher Jerry (Tom and Jerry Meet Sherlock Holmes) : Spike, policier (DTV)
- 2018 : Les Indestructibles 2 de Brad Bird :  Helectrix, Krushauer

### Télévision

#### Téléfilms
- 1993 : Sex, Shock & Censorship : Butch Jones
- 1995 : Sawbones : Stanley Johnson
- 1998 : Lost Cat : Lost Cat
- 1998 : Whose Line Is It Anyway? (2 épisodes, version britannique)
- 2000 : Vil Con Carne (Evil Con Carne)  : Hector Con Carne

#### Téléfilms d'animation
- 1994 : A Cool Like That Christmas : Harlan / Sockman
- 1999 : Happily Ever After: Fairy Tales for Every Child : Le second pigeon / Le nouveau maire
- 2002 : A Baby Blues Christmas Special : Rex
- 2004 : Jimmy Neutron: You Bet Your Life Form : Bolbi Stroganovsky / touriste britannique
- 2005 : Kim Possible: So the Drama
- 2005 : Family Guy Presents: Stewie Griffin - The Untold Story : Ollie Williams / voix additionnelles
- 2005 : The Proud Family Movie : Dr. Carver in Disguise / Board Member
- 2006 : Hellboy : Le Sabre des tempêtes (Hellboy: Sword of Storms) : différentes voix

#### Séries télévisées
- 1994 : The George Carlin Show : Bob Brown
- 2001 : X-Chromosome (X-Chromosome) : ?
- 2005 : Guardians of Luna : Alan Jedda
- 2009-2013 : Big Time Rush : Hawk
- depuis 2016 : Veep : Paul Graves
- 2018 : L'Arme Fatale : Le juge LaMarr
- 2018 : Heathers : Mr. McNamara
- 2018 : Supergirl : Malefic J'onzz
- 2021 : De l'autre côté (Just Beyond)

#### Séries d'animation
- 1983 : Mister T : Woody
- 1998 : One Hand, Left : Narrateur
- 1998 : Zoomates : Warren, Solicitor, Guy #1
- 1999-2013 : Futurama : Hermes Conrad
- 2000 : Les Weekenders (The Weekenders) : Carver Descartes / Carver's Dad / Coach Ned Colson / Bluke
- 2000 : Baby Blues (Baby Blues) : Rex / différents personnages
- 2000 : Clifford le gros chien rouge : Al the Brown Dog / Annoucer Man on End (2000-2001)
- 2001 : Da Mob : Sir Hamsta Booty
- 2001-2006 : La Ligue des justiciers : Green Lantern / John Stewart
- 2001-2017 : Samouraï Jack :  Samouraï Jack
- 2002 : Ozzy & Drix  : Osmosis Jones
- 2002 : 3-South : Divers rôles
- 2004 : The Infinite Darcy : Timmy
- 2004 : Vil Con Carne (Evil Con Carne) : Hector Con Carne
- 2005 : The Life and Times of Juniper Lee : Marcus, voix additionnelles
- 2006 : Spawn: The Animation : ?
- 2008-2014 : Star Wars: The Clone Wars : Bail Organa, Kit Fisto, Orn Free Taa et voix additionnelles
- 2010  : Big Time Rush : Hawk (3 épisodes)
- 2010 : La Ligue des justiciers : Nouvelle Génération (Young Justice) : Aquaman/Orin, Dubbilex, l’Ambassadeur Reach, Green Beetle/B’arzz O’oomm, Mongul (2e voix), Metron, Calvin Durham, J’emm Jaxx et voix additionnelles
- 2012-2017 : Les Tortues Ninja (Teenage Mutant Ninja Turtles) : Baxter Stockman
- 2014-2017 : Star Wars Rebels : Bail Organa
- 2014 : Les Simpson : Hermes Conrad  (saison 26, épisode 6 - Simpsorama)
- depuis 2016 : La Garde du Roi lion : Goigoi
- depuis 2019 : Harley Quinn : Black Manta, Lucius Fox
- 2021 : Les Maîtres de l'univers : Révélation (Masters of the Universe: Revelation) : He-Ro
- 2021-2023 : Star Wars: The Bad Batch : Orn Free Taa, Bail Organa, sénateur Riduli

## Jeux vidéo
- 2001 : Metal Gear Solid 2: Sons of Liberty : Vamp
- 2003 : Star Wars: Knights of the Old Republic : Gadon
- 2003 : Jak II : Sig
- 2004 : Jak 3 : Sig et le Comte Veger
- 2004 : Samurai Jack: The Shadow of Aku (en) : Samouraï Jack
- 2005 : Jak X : G.T. Blitz, Sig, Mizo, Kaeden, Thugss
- 2005 : The Matrix: Path of Neo : Operator, Ballard, SWAT Soldier
- 2006 : Final Fantasy XII : Reddas
- 2006 : The Legend of Spyro: A New Beginning : Kane
- 2008 : Metal Gear Solid 4: Guns of the Patriots : Vamp
- 2008 : Saints Row 2 : Mr. Sunshine
- 2011 : Dead Island : SamB
- 2012 : Borderlands 2 - Commandant Lilith et la bataille pour Sanctuary : Cassius Leclemaine
- 2013 : Metal Gear Rising: Revengeance : Kévin
- 2013 : Injustice : Les dieux sont parmi nous (Injustice: Gods Among Us) : Aquaman et Green Lantern / John Stewart
- 2014 : Tales from the Borderlands : Cassius Leclemaine
- 2014 : La Terre du Milieu : L'Ombre du Mordor : Ratbag
- 2017 : Injustice 2 : Aquaman et Green Lantern / John Stewart
- 2017 : La Terre du Milieu : L'Ombre de la guerre : Ratbag
- 2019 : Mortal Kombat 11 : Kotal Kahn
- 2020 : Samurai Jack: Battle Through Time (en) : Samouraï Jack
- 2023 : Mortal Kombat 1 : Geras